# 游雅
游 雅（ゆう が、生年不詳 - 461年）は、北魏の官僚・学者。字は伯度。小名は黄頭。本貫は広平郡任県。

## 経歴
若くして学問を好み、高允らとともに名を知られた。431年（神䴥4年）に太武帝に召し出されて、中書博士・東宮内侍長に任じられ、著作郎に転じた。436年（太延2年）、南朝宋に対する使者として立ち、散騎侍郎に任じられ、広平子の爵位を受け、建威将軍の号を加えられた。しばらくして太子少傅に転じ、禁兵を領知し、爵位は侯に進み、建義将軍の号を加えられた。451年（正平元年）、命を受けて、中書侍郎の胡方回らとともに律制の改定にあたった。散騎常侍・平南将軍・東雍州刺史として出向し、仮の梁郡公となった。在任中は清廉につとめて、善政で知られた。平城に召還されて秘書監となり、国史の任を任されたが、著述に励まず、成果が出なかった。太華殿賦の作成を命じられたが、文章は残らなかった。游雅は自らを誇ることを好んで、他人を蔑むことが多かった。高允は游雅と交友して、その文学を重んじたが、游雅は高允の才能を軽んじた。高允が邢氏と婚姻しようとしたとき、游雅は游氏の一族を娶るよう勧めて、高允が従わなかった。そこで游雅は「人は河間の邢氏を貴ぶも、広平の游氏に及ばない。人はおのずと伯度を棄てるが、我は自ら黄頭を敬ぶ」と言った。
游雅は崔浩が処刑された事件を振り返り、「崔浩は常に流麗な言辞を用いるが、高允は博学な割に言辞は朴訥で華やかさがない。崔浩と私は常に見下していた。しかし崔浩が罪に問われた時、その応えはつっかえつっかえで見苦しく、諸臣は地に伏せて震えているばかりで何も喋らなかった。高允だけが堂々と答弁しその内容はいちいち筋が通っていた。あれこそが真の雄弁というものだ。私は高允とは四十年の付き合いがあるのに彼を見損なっていた。人の真価を知るのは難しい」と語った。あるとき游雅は儒者の陳奇と議論して、そのことで恨みを抱き、陳奇を一族ごと陥れたため、当時の識者は游雅を強く非難した。461年（和平2年）、游雅は死去した。相州刺史の位を追贈された。諡は宣侯といった。
子の游僧奴が、爵位を嗣いだ。

## 伝記資料
- 『魏書』巻54 列伝第42
- 『北史』巻34 列伝第22